# Good Day for It
Good Day for It è un film del 2011 diretto da Nick Stagliano.

## Trama
L'ex criminale Lucas "Luke" Cain, torna nella sua cittadina dopo 15 anni, dove ancora vivono la sua compagnia e la figlia. Nella cittadina opera una banda di criminali capeggiata da Lyle Tyrus, di cui lo stesso Caine ha fatto parte, e con il quale ha un conto in sospeso: Cain era fuggito perché aveva rubato del denaro al suo boss, che gli era servito per l'operazione al cuore della figlioletta.
Rachel, la figlia di Luke, all'insaputa della madre Sarah, si incontra con il padre - con il quale aveva da tempo contatti via chat - in un bar di un'altra cittadina, il "Rose's Cafè" di proprietà del vecchio Hec. Quest'ultima, dopo aver appreso che la figlia non si è recata a scuola, preoccupata di ciò, va alla sua ricerca. Nel bar dove Luke e la figlia si incontrano, arrivano Norman Tyrus, fratello di Lyle, e gli altri due componenti della banda, Wayne e Dale. Wayne molesta sessualmente la cameriera Rose, ma dopo l'intervento di Luke, i tre se ne vanno. Nell'occasione, Norman riconosce Luke.
I tre malviventi, si recano da Lyle, che nel frattempo stava commettendo un delitto ai danni del fattore Paulie per una questione di soldi dovuti, e lo vanno a prendere. Norman mette al corrente il fratello del ritorno in città di Luke. Durante il tragitto per recarsi nella fattoria  dove si trova Lyle, i tre vengono sottoposti ad un posto di blocco da parte dell'agente di polizia Doug Brady, il quale prende informazioni su di loro. Brady, amico di Hec e Rose, fin da subito insospettito dai tre, scopre che fanno parte della banda di Tyrus.
Luke e la figlia, dopo aver discusso in maniera animata, si conciliano e poi si lasciano; mentre se ne va, Luke si accorge di aver dimenticato in macchina il regalo per Rachel, e torna nuovamente al "Rose's Cafè", dove nel frattempo entrano armati Tyrus e la sua banda. Luke - anch'egli armato - va dalla figlia per consegnargli il regalo e incontra anche il suo ex boss, che tiene tutti in ostaggio. Intanto, fa ingresso anche Sarah, l'ex compagna.
Nasce un conflitto a fuoco, che vede l'uccisione di tutti i membri della banda di Tyrus e il ferimento di Cain da parte di Lyle, dove interviene anche l'agente Brady, il quale poi punta la pistola contro di lui, ma viene fermato da Hec. Alla fine, Luke si riconcilia con la sua famiglia.